# Spy Hunter (videojuego de 2012)
Spy Hunter es un juego videojuego perteneciente al género de carreras de combate vehicular desarrollado por TT Fusion y publicado por Warner Bros. Interactive Entertainment y fue lanzado para la PlayStation Vita y Nintendo 3DS. El juego será el segundo reinicio de la serie Spy Hunter, tras el primer reinicio de la franquicia en 2001. 

## Recepción
Spy Hunter recibió críticas mixtas de los críticos. La agregación de sitios web de reseñas GameRankings y Metacritic dio la versión de PlayStation Vita 51,71% y 51/100. y la Nintendo 3DS versión 48.33% y 52 centésimas.